# لاري إس. ميلر
لاري إس. ميلر (بالإنجليزية: Larry S. Miller)‏ هو منتج أسطوانات وملحن أمريكي، ولد في 4 سبتمبر 1957 في بوسطن في الولايات المتحدة.